# Угарска инвазија на Европу
Угарски походи на Европу вођени су током 9. и 10. века. 

## Историја
Након насељавања Бесарабије, Влашке и Молдавије и уједињења под вођством Арпада, Мађари 862. године изводе први пљачкашки упад у Баварску. Потом упадају на Балканско полуострво, а 891. године, на позив византијског цара Лава VI Мудрог, покрећу рат против Бугара. Следеће године, на позив немачког краља Арнулфа, Мађари улазе у рат са Великоморавском кнежевином. Крајем 9. века насељавају Панонску низију после злогласне битке код јужног Буга. Мађарске снаге избиле су још у јесен 898. године у северну Италију и доспеле до реке Бренте. У пролеће следеће године поново упадају са јачим снагама и избијају до Павије. Ломбардијски краљ Беренгар Фурлански присилио их је на повлачење. Мађари су прешли на десну обалу Поа и наставили са пљачкањем. Опљачкали су Модену и Ређо нел Емилију. Наредне године упали су изненада преко реке Ернс у Баварску после чега су Баварци приступили утврђивању својих граница и подигли Енсбург. Године 901. Мађари су овладали долинама Муре и Драве, природним путем за продоре у Италију. У бици код Братиславе (907) нанели су тежак пораз удруженој баварско-карантанској и моравској војсци. Потом су срушили ослабљену Моравску и присилили Баварце на плаћање данка и пропуштање њихове војске у походима на Запад.
У наредних пола века, Мађари су предузимали бројне походе на Француску, Немачку, Италију и Балканско полуострво. Под вођством Арнулфа, Баварци су 913. године тукли Мађаре на реци Ину. Међутим, године 924. Мађари поново продиру кроз територије Баварске и Швапске, прелазе Рајну, пустоше Алзас и Лорену, па се преко Шампање и јужне Немачке враћају на Дунав. Исте године прелазе Јулијске Алпе, упадају у Ломбардију, спаљују Павију и преко Алпа прелазе у јужну Француску. У Саксонију упадају 933. године, али су поражени у бици код Мерзебурга након чега су се словенска гранична племена ослободила мађарске власти. У походима 934. и 943. године допиру до Цариграда, а 937. године до Капуе. Године 942. и 943. прокрстарили су Ломбардијом и продрли до Рима, али су у повратку тучени у Абруцима. Године 953. поново покрећу поход на Саксонију, али их је немачки краљ Отон I потукао на реци Трауну. Највећи поход Мађари покрећу 954. године; опљачкали су Баварску и доњи Алзас, упали преко Мезе у Француску, па затим и у Бургундију где су наишли на јачи отпор. Међутим, пробили су се преко Алпа и кроз Ломбардију се вратили у Панонију. Немачки краљ Отон I задао је Мађарима 10. августа 955. године одлучујући пораз на реци Леху. Походи су након битке код Леха настављени још неко време само на Балкан. У међувремену су Мађари прешли на седелачки начин живота насељавајући се у Панонији. 